# 小行星9068
小行星9068（英語：9068）是一颗围绕太阳公转的小行星。1993年7月16日，埃莉諾·赫琳在帕洛马山发现了此天体。
这颗小行星的绝对星等为104.8288059543712等。

## 轨道参数
离心率0.149842841